# Smittium rupestre
Smittium rupestre är en svampart som beskrevs av Lichtw. 1990. Smittium rupestre ingår i släktet Smittium och familjen Legeriomycetaceae.   Inga underarter finns listade i Catalogue of Life.